# Nagykamarás
Nagykamarás là một thị trấn thuộc hạt Békés, Hungary. Thị trấn này có diện tích 43,05 km², dân số năm 2010 là 1456 người, mật độ 34 người/km².